# Мойсеєв Федір Павлович
Федір Павлович Мойсеєв (12 січня 1910, селище шахти № 1 Кадіївського району Луганського округу, тепер Луганської області — ?) — радянський діяч, гірничий інженер, начальник вугільного комбінату «Донбасантрацит» (1945—1948).

## Біографія
Народився в родині шахтаря. Батько працював гірником на шахтах Донецького басейну. Мати — домогосподарка.
У 1928 році здобув середню освіту і поступив на шахту. Спочатку працював помічником машиніста врубових машин, потім машиністом.
У вересні 1928 року вступив до Ленінградського гірничого інституту. У 1930 році в зв'язку з реорганізацією інституту був переведений в Московський гірничий інститут, який закінчив у 1932 році, здобувши кваліфікацію гірничого інженера. Був направлений на Урал. Член ВКП(б).
Під час німецько-радянської війни в 1941—1942 роках був начальником 21-го району оборонних споруд при 8-й саперній армії Південного фронту, очолював будівництво в районі Мелітополя, Маріуполя, Матвєєва Кургану, Ростова, під Сталінградом.
У 1942 році за рішенням ДКО СРСР відкликаний з армії і направлений на Урал, де обіймав керівні посади у вугільній промисловості. З Уралу був спрямований на відновлення Донбасу. До 1945 року працював керуючим тресту «Шахтарськантрацит».
У 1945—1948 роках — начальник комбінату «Донбасантрацит» міста Красний Луч Ворошиловградської області.
У 1948—1951 роках — на керівній роботі в комбінаті «Ворошиловградвугілля».

## Нагороди
- орден Леніна
- орден «Знак Пошани»
- медалі